# Argentina en los Juegos Olímpicos de Sídney 2000
La participación de Argentina en los Juegos Olímpicos de Sídney 2000 fue la 17.ª actuación olímpica oficial organizada por el Comité Olímpico Argentino. La delegación presentó 145 deportistas, de los cuales 45 eran mujeres (31%). El abanderado fue el regatista Carlos Espínola.
El equipo olímpico obtuvo 4 medallas (dos de plata y dos de bronce) y 7 diplomas olímpicos (puestos premiados). En el medallero general ocupó la posición n.º 57 sobre 199 países participantes. Tres de las medallas fueron obtenidas por una actuación histórica del equipo de vela y la restante por el hockey sobre césped, también en un logro histórico.
La actuación de Argentina en Sídney 2000 ratificó la recuperación que el olimpismo argentino venía insinuado desde Seúl 1988, luego de la peor etapa histórica transcurrida entre Montreal 1976 y Los Ángeles 1984 en la que no obtuvo ninguna medalla. Las cuatro medallas obtenidas significaron la mayor cantidad desde Helsinki 1952, aunque sin lograr medallas de oro, prolongando a 48 años el período sin atletas argentinos en lo más alto del podio.

## Vela: tres medallas

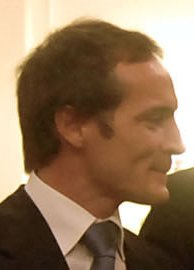
El correntino Carlos Espínola, repitió su performance de Atlanta 1996, consolidándose como máximo representante histórico de la vela olímpica argentina.

Hasta Sídney 2000, la vela argentina había obtenido tres medallas olímpicas en un total de 16 presentaciones. La misma cantidad fue obtenida en los Juegos de esa ciudad australiana, duplicando así la cantidad total de medallas aportadas en la historia del olimpismo argentino, convirtiéndose en el segundo deporte olímpico por cantidad de medallas, detrás del boxeo. Las tres medallas fueron obtenidas en la clase Mistral (windsurf), la clase Europe y la clase 470. Con ese desempeño la Argentina ocupó la 9.ª posición en el medallero de vela y la 6.ª posición en la tabla de puntaje: un logro histórico.
Las competencias se realizaron siguiendo un formato de once regatas de las cuales cada regatista descartaba las dos peores colocaciones. Cada regata asignaba la misma cantidad de puntos que la posición en la que se finalizaba la regata, triunfando aquel que sumara menor cantidad de puntos. Las regatas se corrieron en la bahía de Rushcutters, al este de Sídney, en el estado de Nueva Gales.

### Medalla de plata (Clase Mistral)
Carlos Espínola, con 28 años, ganó la medalla de plata en la clase Mistral (windsurf). La prueba se desarrolló del 17 al 22 y el día 24 de septiembre, inscribiéndose 36 competidores. Los tres primeros, el austríaco Sieber, el argentino Espínola y el neozelandés McIntosh, marcaron una holgada diferencia sobre el resto, finalizando los tres en ese orden, separados cada uno del anterior por cinco puntos.
En las dos primeras regatas, Espínola llegó 8.º y 3.º respectivamente, ubicándose en la segunda colocación en la tabla general, posición que mantendría a lo largo de toda la competencia. En la siguiente jornada, el correntino volvió a salir 8.º en la tercera regata, para ganar la cuarta (1.º). Con esos resultados Espínola consolidó el segundo lugar, aunque a distancia del australiano Sieber, quien había ganado dos de las tres primeras regatas y volvería a ganar la quinta.
El argentino finalizó 5.º en la quinta regata y 7.º en la sexta, sin modificaciones en la general. En la séptima regata, el neozelandés McIntosh se puso tercero luego de ganarla, pero sin amenazar a Espínola que salió 2.º. La octava regata lo vio al correntino muy retrasado, llegando en 26.º lugar, en lo que sería uno de los descartes.
En las regatas novena y décima, Espínola salió 6.º y 11.º, descartando esta última y llegando a la última regata, nueve puntos detrás de Sieber y cuatro delante de McIntosh, quien a su vez había logrado acortar la distancia con el argentino en tres puntos en la décima regata.
En la última regata y pese al riesgo potencial que implicaba McIntosh, Espínola mantuvo la regularidad que había mostrado a lo largo de toda la competencia, llegando en 3.º lugar para asegurarse la medalla de plata, con el neozelandés McIntosh un puesto detrás, ganando la de bronce y el austríaco Sieber en 7.º lugar, garantizando la ventaja que le dio la de oro.
| Vela: clase Mistral (windsurf)   | Vela: clase Mistral (windsurf) | Vela: clase Mistral (windsurf) | Vela: clase Mistral (windsurf) | Vela: clase Mistral (windsurf) |
|                                  | Regatista                      | País                           | Puntaje                        |                                |
| -------------------------------- | ------------------------------ | ------------------------------ | ------------------------------ | ------------------------------ |
| 1                                | Christoph Sieber               | Austria                        | 38                             |                                |
| 2                                | Carlos Espínola                | Argentina                      | 43                             |                                |
| 3                                | Aaron McIntosh                 | Nueva Zelanda                  | 48                             |                                |
| 4                                | Lars Kleppich                  | Australia                      | 61                             |                                |
| 5                                | Yuanguo Zhou                   | China                          | 64                             |                                |
| 6                                | Nikolaos Kaklamanakis          | Grecia                         | 64                             |                                |
| Fuente: Wyniki, Olympic results. |                                |                                |                                |                                |

Carlos Espínola, quien ya se había presentado en Barcelona 1992 donde fue 24.º y en Atlanta 1996 donde obtuvo medalla de plata, volvería a presentarse en los dos siguientes Juegos Olímpicos, obteniendo medalla de bronce en cada caso, aunque ya no compitiendo en la clase Mistral, sino en la clase Tornado, junto a Santiago Lange.

### Medalla de bronce (Clase Europa)
Serena Amato, con 26 años, ganó la medalla de bronce en la clase Europe, convirtiéndose en la primera regatista argentina en haber ganado una medalla olímpica. La prueba se desarrolló los días 20, 21, 23, 26, 28 y 29 de septiembre, en la que se inscribieron 27 competidores. Amato luchó por la medalla de oro hasta la séptima regata; tres malos resultados en las últimas la postergaron, aunque sin impedirle obtener la medalla de bronce.
En las primeras cuatro regatas, Amato salió 6.ª, 15.ª, 9.ª y 5.ª, respectivamente, ubicándose en un pelotón de varias competidoras que se habían colocado detrás de la británica Shirley Robertson, a la postre ganadora de la medalla de oro.
A partir de la quinta regata, Amato mostró una fuerte remontada, saliendo 2.ª en esa carrera y la siguiente, 6.ª en la séptima y 1.ª en la octava, y se coloca primera en la tabla general, con una diferencia de un solo punto sobre Robertson y de catorce puntos sobre la neerlandesa Margriet Matthijsse.
Sin embargo, en las últimas tres regatas, la argentina no lograría obtener posiciones avanzadas. En la novena regata salió 14.ª, que descartó; en la décima regata obtuvo un desalentador 12.º lugar, y en la última salió 8.ª. El quede de Amato en las últimas tres regatas, fue aprovechado por la británica Robertson con un 2.º y un 3.º lugar, y por la neerlandesa Matthijsse, sorprendiendo con tres primeros lugares, para quedarse con las medallas de oro y plata respectivamente, separadas por solo dos puntos. Amato ganó la medalla de bronce, doce puntos detrás de la segunda y diez puntos delante de la cuarta, la española Neus Garriga.
| Vela: clase Europe               | Vela: clase Europe  | Vela: clase Europe | Vela: clase Europe | Vela: clase Europe |
|                                  | Regatista           | País               | Puntaje            |                    |
| -------------------------------- | ------------------- | ------------------ | ------------------ | ------------------ |
| 1                                | Shirley Robertson   | Reino Unido        | 37                 |                    |
| 2                                | Margriet Matthijsse | Países Bajos       | 39                 |                    |
| 3                                | Serena Amato        | Argentina          | 51                 |                    |
| 4                                | Neus Garriga        | España             | 61                 |                    |
| 5                                | Sari Multala        | Finlandia          | 61                 |                    |
| 6                                | Min Dezillie        | Bélgica            | 68                 |                    |
| Fuente: Wyniki, Olympic results. |                     |                    |                    |                    |

### Medalla de bronce (Clase 470)
Javier Conte (25) y Juan De la Fuente (24), ganaron la medalla de bronce en la clase 470. La prueba se desarrolló los días 20, 21, 22, 24, 25 y 28 de septiembre, en la que se inscribieron 29 competidores. Conte y De la Fuente superaron por un solo punto a los británicos Rogers y Glanfield, en la última boya, mientras estos se encontraban festejando la medalla.
Los argentinos salieron 11.º en la primera regata y 6.º en la segunda, ubicándose así en un segundo pelotón, por detrás de los australianos, los británicos, los portugueses y los ucranianos, que comenzaron disputando las posiciones de liderazgo. La situación no cambió demasiado en la tercera y cuarta regatas, en las que Conte-De la Fuente salieron en 8.º y 5.º lugar, ocupando por entonces la octava posición en la tabla general.
En la quinta regata los argentinos fueron sancionados por salida prematura (PMS), pero a partir de la sexta regata realizarían cuatro excelentes carreras, arribando 6.º en ésta, 3.º en la séptima, 7.º en la octava y 1.º en la novena. El buen desempeño les permitió pasar al tercer lugar en la general, aunque lejos de los dos primeros, australianos y estadounidenses, pero con una ventaja de nueve puntos sobre los británicos. En la décima regata Conte-De la Fuente salieron en 17.º lugar (descartado), lo que permitió que los británicos se acercaran a cuatro puntos al encarar la última regata.
Los argentinos garantizaban su tercer lugar con solo salir delante de los británicos en la última regata, o al menos no más de tres posiciones detrás. Sin embargo quedaron muy retrasados en la salida, ubicándose en el puesto 22.º, mientras que el equipo inglés se ubicaba entre los primeros lugares, colocándose con ventaja suficiente para obtener la medalla de bronce. Los argentinos fueron remontando posiciones hasta llegar al 11.º lugar, pero los británicos estaban en la 7.ª posición, cuando llegaron a la última marca, dándoles la medalla por un punto. Sin embargo los argentinos lograrían en un esfuerzo final, superar al equipo mexicano en la última boya y llegar en 10.º lugar, sumando así un punto menos que sus adversarios. Los británicos se encontraban festejando la medalla cuando les informaron la novedad.
| Vela: clase Europe               | Vela: clase Europe                | Vela: clase Europe | Vela: clase Europe | Vela: clase Europe |
|                                  | Regatista                         | País               | Puntaje            |                    |
| -------------------------------- | --------------------------------- | ------------------ | ------------------ | ------------------ |
| 1                                | Tom King-Mark Turnbull            | Australia          | 38                 |                    |
| 2                                | Paul Foerster-Robert Merrik       | Estados Unidos     | 42                 |                    |
| 3                                | Javier Conte-Juan De la Fuente    | Argentina          | 57                 |                    |
| 4                                | Nicholas Rogers-Joe Glanfield     | Reino Unido        | 58                 |                    |
| 5                                | Álvaro Marinho-Miguel Nunes       | Portugal           | 67                 |                    |
| 6                                | Jewhen Braslawiec-Igor Matwijenko | Ucrania            | 72                 |                    |
| Fuente: Wyniki, Olympic results. |                                   |                    |                    |                    |

## Medalla de plata en hockey sobre césped femenino

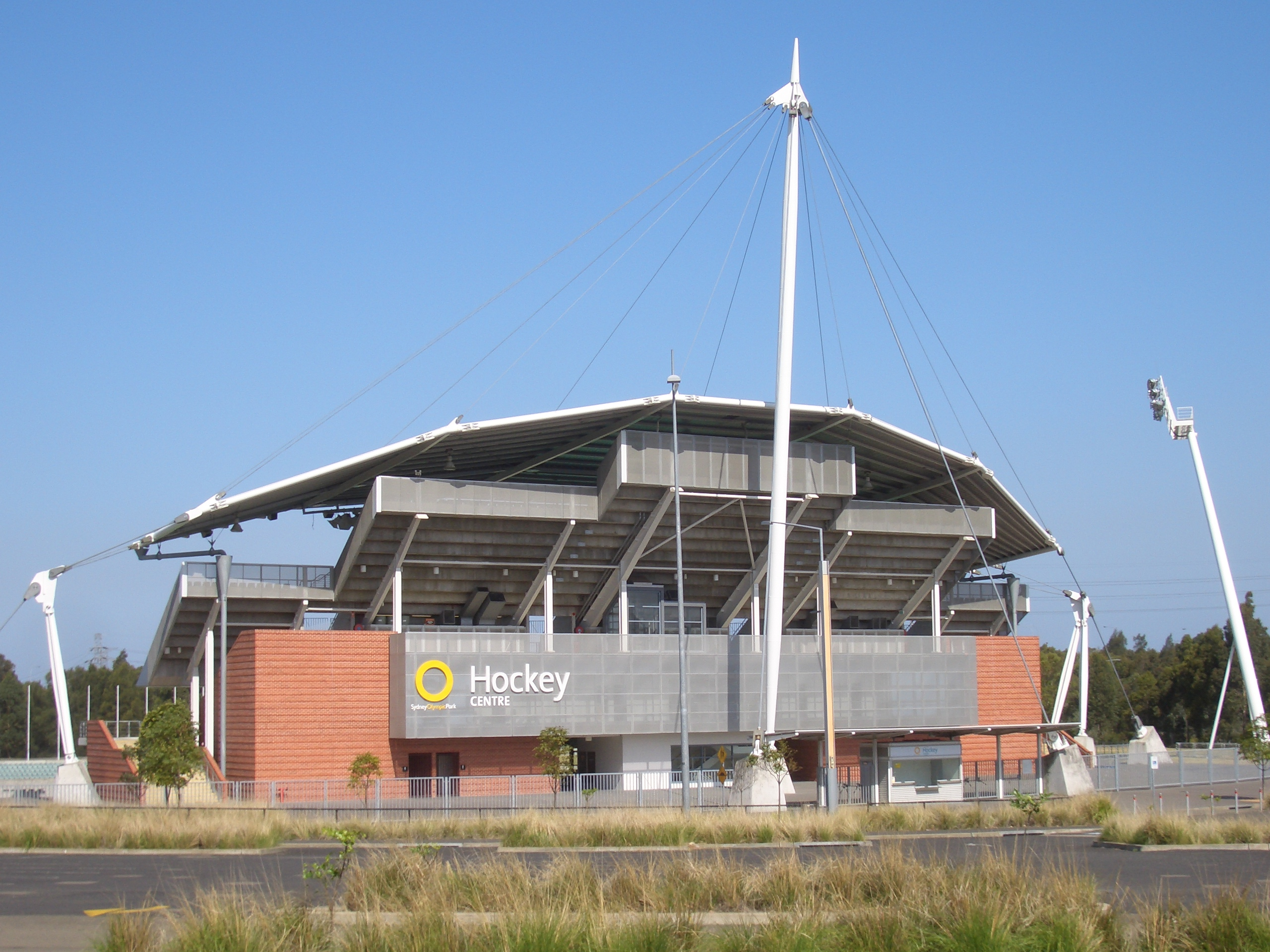
El Centro Estatal de Hockey en el Parque Olímpico de Sídney donde se disputaron los encuentros de hockey sobre césped femenino en Sídney 2000, donde surgió el mote y el logo de Las Leonas.

En Sídney, el equipo femenino de hockey sobre césped obtuvo la medalla de plata, la primera de las cuatro medallas olímpicas sucesivas que obtendría en esta disciplina. Durante esta competencia, surgiría la denominación de Las Leonas y el logo con el que desde entonces se identifica a la selección argentina de hockey sobre césped femenino.
El hockey femenino había sido incluido en los Juegos Olímpicos de Moscú 1980. La Argentina venía demostrando un buen nivel de juego en hockey femenino desde que se iniciaran los campeonatos mundiales en 1974, habiendo salido subcampeona tres veces (1974, 1976 y 1994) y una vez tercera (1978), pero recién había logrado clasificarse para los Juegos Olímpicos en Atlanta 1996, donde salió sexta, obteniendo diploma olímpico.
En Sídney, las grandes candidatas eran las australianas, quienes habían obtenido dos de las cinco medallas de oro disputadas hasta entonces, además de haber ganado las dos copas del mundo previas a esos Juegos (1994 y 1998). Las otras candidatas eran los Países Bajos (una medalla de oro y dos de bronce; cinco veces campeón mundial), Alemania (2 medallas de plata y una de bronce; dos veces campeón mundial), Corea del Sur (2 medallas de plata y una de bronce), y España (una medalla de oro).
Los encuentros se realizaron en el State Hockey Center de Sídney. La competencia utilizó un sistema de dos grupos iniciales de cinco equipos cada uno, en los que los tres primeros clasificaban para la ronda final y el resto jugaba por los últimos cuatro lugares. Cada victoria se premiaba con tres puntos y cada empate con uno. La particularidad de la ronda final era que cada equipo solo debía jugar contra los tres que provenían de la otra zona, mientras que con respecto a los equipos provenientes de la misma zona se tomaba el resultado del encuentro ya realizado entre ambos en la ronda inicial. Los dos primeros en la ronda final ganaban el derecho a disputar la medalla de oro, mientras que los dos siguientes disputaban la medalla de bronce.
Argentina integró el Grupo A, junto a Australia, Corea del Sur, España y Gran Bretaña, mientras que el Grupo B reunió a Alemania, China, Países Bajos, Nueva Zelanda y Sudáfrica.
Las argentinas debutaron el 16 de septiembre venciendo a Corea 3:2, en un disputado partido en el que comenzaron ganando con gol de Karina Masotta a los 8'. Pero las coreanas lograron darlo vuelta con dos goles a los 13' y 32'. Finalmente fueron las argentinas las que terminaron ganando con goles de Luciana Aymar a los 43' y Jorgelina Rimoldi a los 67'.
El segundo partido se jugó el 18 de septiembre, frente a Gran Bretaña, con un nuevo triunfo argentino por 1:0 con gol de Karina Masotta. El 20 de septiembre perdieron 1:3 contra Australia, con gol de Soledad García; un resultado que estaba en los cálculos previos. En el último partido de la primera serie, Argentina perdió contra España por 0:1, un resultado inesperado, que no afectaba la clasificación a la ronda final, pero hacía muy difícil llegar a luchar por una medalla.
Debido al sistema adoptado de arrastre de puntos, la selección argentina llegó a la ronda final última, sin ningún punto, pues había perdido frente Australia y España, los otros dos equipos del Grupo A clasificados. De este modo, Australia y España encabezaban el grupo final con 4 puntos, seguidos por Países Bajos, China y Nueva Zelanda, con 3 puntos, quedando Argentina última sin puntos. Precisaban ganar los tres partidos y esperar que ninguno de los otros equipos, con excepción de Australia, lograra ganar dos. Una situación poco probable.
Fue en ese momento que las jugadoras argentinas decidieron denominarse Las Leonas. La Argentina debía iniciar la segunda ronda contra el poderoso equipo neerlandés y ellas eligieron esta ocasión para poner la imagen de una leona en sus camisas por primera vez. El logo fue diseñado por Inés Arrondo, y representa a una leona lista para atacar. Arrondo ha relatado el momento del siguiente modo:

Para el logo nos juntamos con Margarita, la cuñada de Cachito Vigil. Yo me senté a hacer unos dibujos y luego los retocamos con ella. Estaban buenos porque no es fácil dibujar a  una leona, darle las características. En general, en toda la documentación que hay aparecen las leonas descansando porque ellas son las que cazan para darle de comer a sus cachorros. También había unos murales que me habían gustado mucho y bueno, junté todo eso y salió la leona que no está ni sentada ni atacando, sino preparándose.

El partido se jugó el 24 de septiembre y las ahora Leonas, obtuvieron una importante victoria por 3-1 ante las holandesas -que finalmente obtendrían la medalla de bronce-, con goles de Luciana Aymar y Soledad García en dos ocasiones. Al día siguiente, volvieron a ganar 2-1, esta vez contra China, luego de ir perdiendo en el primer tiempo, otra vez con goles "Lucha" Aymar y "Sole" García.
Los dos triunfos pusieron a las argentinas con 6 puntos, igualadas en el segundo lugar con España. Para llegar a la final debían ganarle a Nueva Zelanda y esperar que España no ganara a los Países Bajos. Perdiendo quedaban fuera de la posibilidad de ganar una medalla. Para entonces Australia ya había clasificado para la final, sin perder ningún encuentro.
El partido de Las Leonas contra Nueva Zelanda está considerado como uno de los más brillantes de su historia. Argentina ganó 7:1 en una goleada histórica con 4 goles de Vanina Oneto (11', 39', 41', 48'), dos de Cecilia Rognoni (8' y 46'), y uno de Karina Masotta (30'). Simultáneamente España perdió 1-2 contra los Países Bajos, quedando de ese modo Argentina clasificada para la final.
El partido final se jugó el 29 de septiembre. Australia ratificó la superioridad que expuso a lo largo del torneo y venció a la Argentina 3:1, luego de ir ganando en el primer tiempo 2-0. El gol argentino lo convirtió Vanina Oneto (43'), para fijar el resultado final. Las Leonas llamaron la atención del público y los observadores, por la respuesta emocional que mostraron, llorando en la cancha al perder el partido final, pero recuperándose luego para cerrar su campaña en el podio olímpico, bailando y cantando al momento de recibir la medalla de plata. Mariano Ryan, corresponsal del diario Clarín, relató ese momento del siguiente modo:

Allá lejos, en el arco que da al alma del parque olímpico, la enorme Mariela Antoniska lloraba sin consuelo. De rodillas y sola en la más profunda de las soledades. Alguna giró la cabeza y la vio. Y salió corriendo a buscarla y a bancarla. Y atrás fue otra. Y otra. Y otra. Entonces, el equipo argentino de hockey sobre césped se hizo más equipo cuando sus 16 jugadoras formaron un racimo. El público australiano dividió su atención en ese momento. Gritaba por sus Hockeyroos, flamantes bicampeonas olímpicas, pero no podía dejar pasar por alto esa imagen del adversario cargada de simbolismos. Allí, solo allí, se produjo el quiebre. Y la fiesta pasó a ser argentina porque Las Leonas coparon la escena con sus cantos, con sus bailes, con su simpatía, con su festejo, con sus fotos, con su estilo.

El seleccionado argentino de hockey sobre césped que obtuvo medalla de plata en éstos Juegos Olímpicos estuvo integrado por Magdalena Aicega, Mariela Antoniska, Inés Arrondo, Luciana Aymar, María Paz Ferrari, Anabel Gambero, Soledad García, María de la Paz Hernández, Laura Maiztegui, Mercedes Margalot, Karina Masotta, Vanina Oneto, Jorgelina Rimoldi, Cecilia Rognoni, Ayelén Stepnik y Paola Vukojicic. El entrenador fue Sergio Vigil.
Teniendo en cuenta que el equipo masculino de hockey sobre césped finalizó en 8.º lugar, Argentina obtuvo premios en este deporte, en las dos pruebas desarrolladas.

## Diplomas olímpicos (puestos premiados) y otros buenos resultados
Los atletas argentinos en Sídney 2000 obtuvieron 7 diplomas olímpicos (puestos premiados), entre ellos dos cuartos puestos.
 El equipo masculino de voleibol concluyó 4.º, estando integrado por Jerónimo Bidegain, Hugo Conte, Sebastián Firpo, Christian Lares, Leandro Maly, Pablo "Ruso" Meana, Marcos Milinkovic, Leonardo Patti, Pablo Pereira, Juan Pablo Porello, Alejandro Spajic y Javier Weber.
 Gabriel Taraburelli, en taekwondo, obtuvo el 4.º lugar en la categoría hasta 58 kilos.
 Ismael Peréz, en boxeo, salió 5.º en la categoría peso pluma (hasta 57 kilos).
 Javier Correa, en Canotaje, finalizó 5.ª en la prueba de 1000 metros en K1.
 Juan Curuchet y su hermano Gabriel Curuchet alcanzaron la 7.º colocación en ciclismo, en la prueba Madison (americana). El primero en los Juegos de 2008 obtendría la primera medalla de oro del ciclismo argentino.
 Nora Koppel, del equipo de halterofilia (pesas), finalizó en 8.º lugar en categoría hasta 63 kilos.
 El equipo masculino de hockey sobre césped, clasificó en 8.º lugar, con la siguiente integración: Mario Almada, Santiago Capurro, Andrés Castelli, Mariano Chao, Juan Pablo Hourquebie, Jorge Lombi, Tomás MacCormik, Pablo Moreira, Fernando Zylberberg, Ezequiel Paulon, Máximo Pellegrino, Rodolfo Pérez, Sebastián Raffo, Carlos Retegui, Matías Vila y Rodrigo Vila.
Otros buenos resultados de deportistas argentinos en Sídney 2000 fueron:
- Georgina Bardach, en natación, batió el récord argentino de 400 metros medley, aunque no le alcanzó para clasificar a la final.[12]
- Agustín Fiorilli, en natación, batió el récord argentino de 400 metros libre, aunque no le alcanzó para clasificar a la final.[12]
- José Meolans quedó fuera de la final por solo 11 centésimas.[12]

## Circunstancias y hechos relacionados
El rendimiento olímpico argentino en Sídney 2000, se vio afectado por el pobre desempeño de los equipos de fútbol y tenis, que en general cuentan con potencial suficiente para disputar alguna medalla.
En el caso del fútbol masculino, que en los Juegos anteriores había logrado la medalla de plata y que en los dos Juegos siguientes ganaría la medalla de oro, Argentina ni siquiera pudo clasificarse, luego de un flojo desempeño en el Torneo Preolímpico disputado en Brasil, entre el 18 de enero y el 6 de febrero de 2000. Allí la selección argentina perdió contra Uruguay (1-2), Brasil (2-4) y Chile (0-1) y empató con Perú (1-1), quedando fuera de las olimpíadas.
El equipo de básquet masculino, que en los dos siguientes Juegos ganaría una medalla de oro y otra de bronce, no logró clasificar a Sídney, luego de quedar eliminado en el Torneo Preolímpico jugado en 1999 en Puerto Rico. Ese año clasificaron solo dos países por el continente americano. La clasificación de Estados Unidos se descontaba, ya que envió un equipo de primera línea. La plaza restante fue obtenida por Canadá, que logró vencer a todos los demás países, en especial Argentina, Brasil, Venezuela, República Dominicana y Puerto Rico, que también habían llegado con serias aspiraciones. Argentina, por su parte, solo perdió sus partidos con Estados Unidos y Canadá, ganando los restantes, lo que le permitió obtener el tercer lugar, insuficiente para clasificar.
En tenis, la representación masculina estuvo integrada, en singles, por Gastón Gaudio, Juan Ignacio Chela, Mariano Zabaleta y Franco Squillari. De ellos Gaudio y Squillari fueron derrotados en primero ronda y Chela en la segunda, llegando Zabaleta a disputar los octavos de final donde resultó derrotado. El dobles masculino fue derrotado en primera ronda por el equipo español, que a la postre obtendría la medalla de bronce. A su vez, la representación femenina estuvo integrada por Paola Suárez, Florencia Labat y María Emilia Salerni. De ellas, solo Salerni pasó a la segunda ronda, donde fue vencida. El dobles femenino, integrado por Paola Suárez y Laura Montalvo, fue derrotado por el equipo venezolano en segunda ronda. Como evaluación general, el desempeño del equipo de tenis fue bajo, no logrando ni siquiera obtener un diploma olímpico (cuartos de final) en los nueve intentos que presentó.